# Військовий аташе

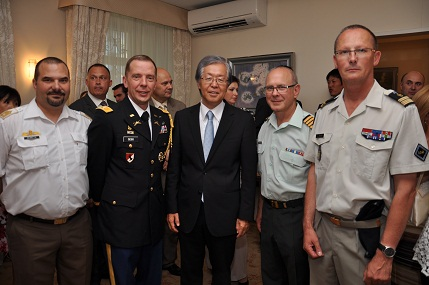
Військові аташе Угорщини, США, Канади та Франції в Україні з японським послом Тоічі Саката. 2013 рік

Військо́вий дипломат — військовий експерт, посадова особа (офіцер, генерал), що є офіційним військово-дипломатичним представником армії своєї держави в країні перебування чи міжнародній організації. У вузькому розумінні військовими дипломатами є військові аташе та представники міністерства оборони при міжнародних організаціях. В широкому розумінні до категорії військових дипломатів, крім вищезазначених посадових осіб можна віднести представників військових відомств, які перебувають у складі самостійних чи сумісних делегацій та беруть участь у заходах міжнародного воєнного співробітництва.
Аташе́ (фр. attaché — «прикріплений») з питань оборони (АПО), а також військо́вий аташе́, військово-морський та військово-повітряний аташе — військовослужбовці, прикріплені до посольства або дипломатичної місії для вивчення військових питань, що виникають у процесі міждержавних відносин. Військовий аташе є повноважним представником міністерства оборони своєї країни перед відомствами країни перебування. Аташе з питань оборони, військовий, військово-морський та військово-повітряний аташе перебувають при дипломатичних представництвах держави у зарубіжних країнах і представляють відповідні види збройних сил своєї країни перед командуванням ЗС країни перебування. Одночасно вони є радниками дипломатичного представника з військових питань. Військовий аташе підтримує постійний зв'язок між військовими відомствами (міністерствами) обох країн. На парадах, маневрах і інших церемоніях військового характеру військовий аташе є представником армії своєї країни. Одним з напрямків роботи військового аташе є також догляд за військовими похованнями своєї країни на територіях цієї держави.

## Історія військової дипломатії
Воєнна дипломатія зародилась давно, але процес її становлення затягнувся на багато років, лише у першій третині XIX століття набувши певних загальноприйнятних форм. Офіцери військового аташату почали акредитовуватись при посольствах провідних європейських держав від 1830-х років. Вперше поняття «військовий аташе» зустрічається у наказі, виданому по військовому відомству Франції, датованому 23 лютого 1833 року де, зокрема вказувалося, що «офіцери генерального штабу можуть бути прикріпленими (французькою мовою аташе означає приданий, прикріплений) до посольств для виконання дипломатичних доручень».
Міжнародно-правове оформлення інституту військових аташе відбулося у 1860-х роках. Перші військові та військово-морські аташе Української Держави були акредитовані влітку-восени 1918 року в Румунії (військовий аташе полковник В. Середін, якого восени 1919 року замінив генерал-хорунжий С. Дельвіг) та військово-морський аташе капітан 2 рангу С. Багманов, Османській імперії (військовий аташе полковник В. Васильєв та військово-морський аташе капітан 1 рангу О. Зарудний), Австро-Угорщині (військово-морський аташе капітан 2 рангу Л. Дашкевич-Горбатський), Швейцарії (військовий аташе хорунжий Л. Дроздовський. Роком пізніше, уже в період Директорії, військові аташати були відкриті при посольствах України у Франції, Польщі, Грузії, Італії.
Офіційно концептуальні підходи до форм і методів діяльності перших військових аташе України викладені у затвердженій 4 вересня 1920 року Головним отаманом армії УНР Симоном Петлюрою «Інструкції для військових агентів і для осіб, які їх заступають».
Згоджені умови, що дозволяють військовим аташе збирати інформацію, можуть бути неправильно зрозумілі з фатальними результатами. Військовий аташник США Артур Д. Ніколсон був убитий 24 березня 1985 року, фотографуючи військову установку в Східній Німеччині 160 кілометрів (100 миль) на північний захід від Берліна. Як повідомляється, він спостерігав з точки, не позначеної поза межами, хоча біля місця, яке було. За словами сержанта. Джессі Шатц, водій Ніколсона, не було попереджувальних пострілів, і Ради майже годину відмовилися приділяти медичній допомозі Ніколсона. Його роль погодили США та Радянський Союз. Радянські команди зв’язків проводили подібні місії в Західній Німеччині. Ці тури перетворилися на легалізовану форму збору розвідки, як правило, приймаються обома сторонами.  Вбивство стало дипломатичним інцидентом. У відплаті США вигнали радянського військового аташе Станіслава Громова, який був обраний за його ефективність у зборі розвідки про Сполучені Штати для Радянського Союзу зі своєї посади у Вашингтоні.

## Апарат військового аташе, його статус і функції
Аташе з питань оборони є старшими військовими представниками іноземних держав в державі перебування. Одночасно вони можуть обіймати посади аташе видів збройних сил (військовий аташе/аташе сухопутних військ, військово-повітряні аташе, військово-морські аташе, аташе морської піхоти), які, як правило, є представниками відповідних видів збройних сил іноземних держав. Військові аташе можуть мати заступників (помічників).
Статус аташе з питань оборони в структурі військово-дипломатичної служби значно вищий ніж «звичайного» військового аташе: у віданні АПО перебувають питання не тільки міжнародного воєнного співробітництва, а й увесь спектр питань пов'язаних з національною безпекою і обороною держави. Тож і процедура призначення аташе з питань оборони складніша, ніж для військових аташе і аташе видів збройних сил. Він призначається Президентом України за поданням міністра оборони після узгодження з Радою національної безпеки і оборони.
Часто аташе з питань оборони (або військовий аташе) має штат співробітників, так званий апарат військового аташе. У нього можуть входити військово-морські, військово-повітряні аташе і їх помічники, а також просто акредитовані співробітники військового аташату.
Апарати військових аташе при дипломатичних представництвах України представляють інтереси України у воєнній, воєнно-політичній, військово-технічній, воєнно-економічній, інформаційній та екологічній сферах у державі перебування.
Правовий статус військових аташе спирається на відповідні норми міжнародного права і національного законодавства. Основним міжнародно-правовим документом, що визначає статус дипломатичних представництв, є Віденська конвенція про дипломатичні зносини 1961 року. Стосовно військових (військово-морських, військово-повітряних) аташе в ній вказується лише те, що вони є членами дипломатичного персоналу представництва, а особливістю їх призначення є право держави перебування заздалегідь запитувати списки імен військових, морських і авіаційних аташе для погодження.
Оскільки військовий аташе є одним із членів дипломатичного персоналу представництва, на нього поширюються всі права, привілеї та імунітети дипломатичних агентів. Разом з тим військовий аташе у державі перебування представляє не стільки Міністерство закордонних справ своєї держави, скільки її збройні сили. Він перебуває на дійсній військовій службі, має військове звання (зазвичай досить високе: від цього теж залежить авторитет держави, бо старшинство між військовими аташе різних держав у дипломатичному корпусі визначається, в першу чергу, їх військовим званням). У зв'язку з цим військовий аташе перебуває в подвійному підпорядкуванні — послу (Міністерству закордонних справ) і відповідним структурам Міністерства оборони. Співвідношення між складовими цього подвійного підпорядкування в різних країнах і в різні періоди було різним. В одних випадках аташе повністю підпорядкувався послу і тільки через нього контактував зі своїм військовим начальством, в інших — аташе лише взаємодіяв і співпрацював з послом, а підпорядкувався безпосередньо міністру оборони.
На військових аташе поширюються всі основні функції дипломатичного представництва, передбачені статтею 3 Віденської конвенції 1961 року:
- представництво своєї держави в державі перебування;
- захист у державі перебування інтересів своєї держави та її громадян у межах, передбачених міжнародним правом;
- ведення переговорів з урядом держави перебування;
- з'ясування всіма законними засобами становища і подій у державі перебування та інформування про них уряду своєї держави;
- заохочення дружніх відносин між своєю державою і державою перебування.

Виходячи зі специфіки діяльності військових аташе, кожна країна законодавчо визначає їхні конкретні функціональні обов'язки.
Аташе також виконують обов'язки військового радника глави дипломатичного представництва.
Женевський Центр демократичного контролю над збройними силами, узагальнюючи практику європейських країн, до основних функцій військових аташе відносить такі:
- захист інтересів країни у сфері безпеки й оборони;
- представництво військового командування своєї країни і здійснення зв'язку з військовим командуванням країни перебування;
- забезпечення функціонування структур, які необхідні для реалізації політики безпеки й оборони;
- дорадча функція з питань оборони й безпеки для посла країни і всього дипломатичного персоналу посольства;
- здійснення моніторингу ситуації в країні перебування стосовно безпеки й оборони та інформування керівництва;
- забезпечення співробітництва у сфері безпеки як у двосторонніх, так і в багатосторонніх відносинах (наприклад, у рамках програми НАТО «Партнерство заради миру»);
- сприяння просуванню на ринок продукції національної оборонної промисловості;
- сприяння адекватному реагуванню на кризову ситуацію в країні (регіоні).

Військові аташе діють відповідно до свого офіційного статусу та загальних норм міжнародного права. Військові аташе та члени їхніх сімей мають поважати закони, адміністративні правила, а також традиції і звичаї держави перебування, утримуватися від будь-яких дій, які може бути сприйнято як втручання в її внутрішні справи.
Військовий аташе України у своїй діяльності керується Конституцією України, законами України, Віденською конвенцією про дипломатичні зносини від 18 квітня 1961 року, іншими міжнародними договорами України, актами Президента України, Кабінету Міністрів України, Міністерства оборони України та Міністерства закордонних справ України (в частині загального керівництва діяльністю дипломатичного представництва України).
Визначення місця і ролі військового аташе в дипломатичному представництві є компетенцією акредитуючої держави і майже не регулюється нормами міжнародного права. Тому, повідомляючи про прибуття співробітників представництва, посольство вказує, до якої категорії вони належать. Аташе з питань оборони, його помічники та військові аташе є членами дипломатичного персоналу, інші співробітники апарату військових аташе — членами адміністративно-технічного та обслуговчого персоналу дипломатичного представництва за кордоном. Кожна категорія персоналу апарату військових аташе користується певними імунітетами та привілеями відповідно до міжнародного права.
Важливим чинником у діяльності військового аташе є його підпорядкованість у посольстві. У світовій практиці діяльності інституту військових аташе відомо два основних типи підпорядкування — директивне (повне) і опосередковане (неповне). Найбільш поширений вид спосіб керівництва апарату ВАТ послом, передбачає майже повну автономну діяльність апарату військового аташе при дипломатичному представництві своєї держави за кордоном. За таким варіантом підпорядкованості апарат військового аташе має окремий рахунок в одному з банків країни перебування, самостійно планує та здійснює свою роботу, узгоджуючи певні заходи лише з Міністерством оборони. У такому разі підпорядкованість послу має суто формальний характер і зводиться до інформування його з чітко обмеженого кола організаційних питань (від'їзд зі столиці, як правило, більше ніж на добу, зміна місця проживання, плани щодо розширення чи скорочення кількісного складу апарату військових аташе тощо) та інформаційних питань (зміни керівного складу збройних сил своєї держави та держави перебування, плани взаємних візитів, певні питання представницької діяльності, особливо випадки запрошення на представницькі заходи лише військового представника тощо).
У багатьох країнах відбувається переоцінка системи військових аташе — від їх навчання і підготовки до виконання ними функціональних обов'язків. Сучасні українські військові аташе діють під загальним керівництвом глави відповідного дипломатичного представництва України, а безпосередньо їхньою діяльністю керує міністр оборони України. Коло контактів і взаємовідносин військових аташе, а також їх завдань суттєво розширені, зокрема, зросли вимоги до них щодо технічного експертного оцінювання і застосування політичних навичок.

## Військові представництва держави за кордоном
Військово-дипломатичне представництво — постійний орган військового відомства, який створюється за кордоном за згодою відповідної країни, або група військовослужбовців, тимчасово направлених за кордон для виконання будь-яких конкретних завдань свого командування.
Закордонні військові представництва поділяються на постійні й тимчасові.
Відповідно до структури військово-дипломатичної служби України до постійних представництв належать:
- апарати військових аташе при посольствах України в іноземних державах;
- військове представництво Місії України при НАТО;
- представник Міністерства оборони України при Постійному представництві України в ООН;
- представник Міністерства оборони України при міжнародних організаціях у Відні.

До тимчасових представництв належать:
- військові делегації (військові місії);
- військові спостерігачі, військові радники та фахівці при іноземних арміях;
- військові експерти та фахівці на міжнародних конференціях.